# 永田稔
永田 稔（ながた みのる、1967年 - ）は、日本の人事・経営コンサルタント。専門は人的資源管理、異文化マネジメント。立命館大学大学院経営管理研究科教授、ヒトラボジェイピー代表取締役。WWFジャパン（世界自然保護基金）理事。新書大賞入賞。

## 人物・経歴
神奈川県立平塚江南高等学校を経て、1990年に一橋大学社会学部卒業後、松下電器産業株式会社（現パナソニック株式会社）で人事を担当。1997年カリフォルニア大学ロサンゼルス校アンダーソン経営大学院修了、MBA（経営学修士）。
マッキンゼー・アンド・カンパニー日本支社で経営コンサルタントを務めたのち、ワトソンワイアット（現ウィリスタワーズワトソン）ディレクター兼組織人事コンサルティングチーム部門長。2016年、心理学者やITエンジニアらと株式会社ヒトラボジェイピーを設立し、同社代表取締役に就任。心理学や技術を応用した組織・人事コンサルティングを行う。
この間、早稲田大学大学院経営管理研究科人材マネジメントコース非常勤講師を経て、2018年から立命館大学大学院経営管理研究科教授。専門は人的資源管理、異文化マネジメントで、長時間労働や時間外労働の分析などを行う。

## 著書
- 『不機嫌な職場』（高橋克徳,河合太介,渡部幹と共著）講談社現代新書 2008年 - 新書大賞2009年第8位
- 『攻めのガバナンス』（西村康代,櫛笥隆亮,村上朋也,河原索,平本宏幸と共著）東洋経済新報社 2015年
- 『リーダーシップの名著を読む』（共著）日経文庫 2015年
- 『非合理な職場』日本経済新聞出版社 2016年